# Европско првенство у атлетици у дворани 2015 — штафета 4 × 400 метара за мушкарце
Трка штафета на 4 х 400 метара у мушкој конкуренцији на 33. Европском првенству у дворани 2015. у Прагу одржано је 8. марта у мулти-спортској 02 Арени.
Титулу освојену у Гетеборгу 2013. није одбранила Уједињено Краљевство.
Једна занимљивост везана је за овој дисциплину. У победничкој штафети Белгије наступила три брата Борле (Жонатан, Кевин и Дилан) .
На првенству је учествовало 5 најбоље пласираних мушких штафета у Европи у 2014 години плус домаћин:
- 2:58,79, Уједињено Краљевство — први на ЕП 2014 у Цириху;
- 2:59,38, Русија — други на ЕП 2014 у Цириху;
- 2:59,85, Пољска — трећи на ЕП 2014 у Цириху;
- 3:01,67, Ирска — пети на ЕП 2014 у Цириху;
- 3:01,70, Немачка — шести на ЕП 2014 у Цириху;
- 3:04,07, Чешка као домаћин такмичења (осми на ЕП 2014 у Цириху);

## Земље учеснице
Учествовало је 24 такмичара из 6 земаља.
1. Белгија (4)
2. Ирска (4)
3. Пољска (4)
4. Русија (4)
5. Уједињено Краљевство (4)
6. Чешка (4)

## Рекорди
| Рекорди пре почетка Европског првенства 2015.     | Рекорди пре почетка Европског првенства 2015.                                         | Рекорди пре почетка Европског првенства 2015. | Рекорди пре почетка Европског првенства 2015. | Рекорди пре почетка Европског првенства 2015. |
| ------------------------------------------------- | ------------------------------------------------------------------------------------- | --------------------------------------------- | --------------------------------------------- | --------------------------------------------- |
| Светски рекорд                                    | Сједињене Државе · (Кајл Клемонс, Дејвид Вербург, Кинд Батлер III, Калвин Смит млађи) | 3:02,13                                       | Сопот, Пољска                                 | 9. март 2014.                                 |
| Европски рекорд                                   | Пољска · (Пјотр Хачек, Јацек Боћан, Пјотр Рисјукјевич, Роберт Маћковиак)              | 3:03,01                                       | Маебаши, Јапан                                | 7. март 1999.                                 |
| Рекорди европских првенстава                      | Пољска · (Марек Плавго, Пјотр Рисјукјевич, Артур Гасиевски, Роберт Маћковиак)         | 3:05,50                                       | Беч, Аустрија                                 | 3. март 2002.                                 |
| Најбољи светски резултат сезоне у дворани         | Тексас универзитет                                                                    | 3:04,18                                       | Фејетвил, САД                                 | 31. јануар 2015.                              |
| Рекорди после завршетка Европског првенства 2015. |                                                                                       |                                               |                                               |                                               |
| Европски рекорд                                   | Белгија · (Жилијен Ватрен, Дилан Борле, Жонатан Борле, Кевин Борле)                   | 3:02,87                                       | Праг, Чешка                                   | 8. март 2015.                                 |
| Рекорди европских првенстава                      | Белгија · (Жилијен Ватрен, Дилан Борле, Жонатан Борле, Кевин Борле)                   | 3:02,87                                       | Праг, Чешка                                   | 8. март 2015.                                 |
| Најбољи светски резултат сезоне у дворани         | Белгија · (Жилијен Ватрен, Дилан Борле, Жонатан Борле, Кевин Борле)                   | 3:02,87                                       | Праг, Чешка                                   | 8. март 2015.                                 |
| Најбољи европски резултат сезоне у дворани        | Белгија · (Жилијен Ватрен, Дилан Борле, Жонатан Борле, Кевин Борле)                   | 3:02,87                                       | Праг, Чешка                                   | 8. март 2015.                                 |

## Сатница
| Датум         | Време | Ниво   |
| ------------- | ----- | ------ |
| 8. март 2015. | 17:55 | Финале |

## Квалификациона норма
| дворана или отворено |
| -------------------- |
| нема норму           |

## Освајачи медаља
|                                                                 |                                                                    |                                                             |
| Белгија Жилијен Ватрен, Дилан Борле, Жонатан Борле, Кевин Борле | Пољска Карол Залевски, Рафал Омелко, Лукаш Кравчук, Јакуб Кржевина | Чешка Данијел Немечек, Патрик Шорм, Јан Тесар, Павел Маслак |

## Резултати

### Финале
| Место | Стаза | Земља                | Штафета                                                     | Резултат | Белешка           |
| ----- | ----- | -------------------- | ----------------------------------------------------------- | -------- | ----------------- |
|       | 3     | Белгија              | Жилијен Ватрен, Дилан Борле, Жонатан Борле, Кевин Борле     | 3:02,87  | ЕР, РЕП, СРС, ЕРС |
|       | 5     | Пољска               | Карол Залевски, Рафал Омелко, Лукаш Кравчук, Јакуб Кржевина | 3:02,97  | НР                |
|       | 4     | Чешка                | Данијел Немечек, Патрик Шорм, Јан Тесар, Павел Маслак       | 3:04,09  | НР                |
| 4.    | 1     | Русија               | Алексеј Кениг, Павел Савин, Никита Веснин, Лав Мосин        | 3:08,00  |                   |
| 5.    | 2     | Уједињено Краљевство | Конрад Вилијамс, Џејми Буи, Џерид Дан, Рабат Јусиф          | 3:08,56  |                   |
| 6.    | 6     | Ирска                | Дара Кервик, Тими Кроу, Хари Парсел, Brandon Arrey          | 3:10,61  |                   |